# ألكسيس سانشيز
ألكسيس سانشيز هو منافس ألعاب قوى كوبي، ولد في 13 أبريل 1971.

## وصلات خارجية
- ألكسيس سانشيز على موقع الاتحاد الدولي لألعاب القوى (الإنجليزية)